# Taeniotes iridescens
Taeniotes iridescens es una especie de escarabajo longicornio del género Taeniotes, tribu Monochamini, subfamilia  Lamiinae. Fue descrita científicamente por Dillon & Dillon en 1941.

## Descripción
Mide 27,5-40 milímetros de longitud.

## Distribución
Se distribuye por Brasil, Colombia, Costa Rica y Panamá.